# Englische Badmintonmeisterschaft 1966
Die Englische Badmintonmeisterschaft 1966 fand bereits vom 9. bis zum 11. Dezember 1965 in Wimbledon im Wimbledon Squash and Badminton Club statt. Es war die dritte Austragung der nationalen Titelkämpfe von England im Badminton.	

## Titelträger
| Disziplin    | Gold                             | Silber                       |
| ------------ | -------------------------------- | ---------------------------- |
| Herreneinzel | Roger Mills                      | Colin Beacom                 |
| Dameneinzel  | Ursula Smith                     | Angela Bairstow              |
| Herrendoppel | Tony Jordan Colin Beacom         | Roger Mills David Horton     |
| Damendoppel  | Angela Bairstow Margaret Barrand | Jenny Horton Ursula Smith    |
| Mixed        | Tony Jordan Julie Charles        | Roger Mills Margaret Barrand |

## Finalresultate
| Disziplin    | Sieger                           | Finalist                     | Ergebnis         |
| ------------ | -------------------------------- | ---------------------------- | ---------------- |
| Roger Mills  | Colin Beacom                     | 15-13, 15-1                  |                  |
| Dameneinzel  | Ursula Smith                     | Angela Bairstow              | 2-11, 11-7, 11-7 |
| Herrendoppel | Tony Jordan Colin Beacom         | Roger Mills David Horton     | 15-9, 15-6       |
| Damendoppel  | Angela Bairstow Margaret Barrand | Ursula Smith Jenny Horton    | 15-5, 15-8       |
| Mixed        | Tony Jordan Julie Charles        | Roger Mills Margaret Barrand | 15-8, 17-14      |